# Шалкоде
Шалкоде́ (каз. Шалкөде) — село у складі Райимбецького району Алматинської області Казахстану. Адміністративний центр Шалкодинського сільського округу.
Населення — 1094 особи (2021; 1927 у 2009, 1861 у 1999, 2135 у 1989).